# 广岛县旗
广岛县旗（日语：／ Hiroshima ken ki）是日本的47面都道府县旗之一。该条目是对广岛县旗以及广岛县章（日语：／ Hiroshima ken ki）的解说。

## 概要
县章、县旗是在1966年（昭和41年）7月16日第572号县告示上制定。片假名“ヒ”的圆形变形象征着县民和谐相处、团结一心。重叠的圆形表示县的跃进与发展。
县旗用胭脂红作为底色，在中央用白色盖上县章。

## 脚注
1. ↑  . 広島県. （原始内容存档于2012-03-04） （日语）.